# Évêque catholique
Pour les articles homonymes, voir Évêque (homonymie).
Pour un article plus général, voir Évêque.

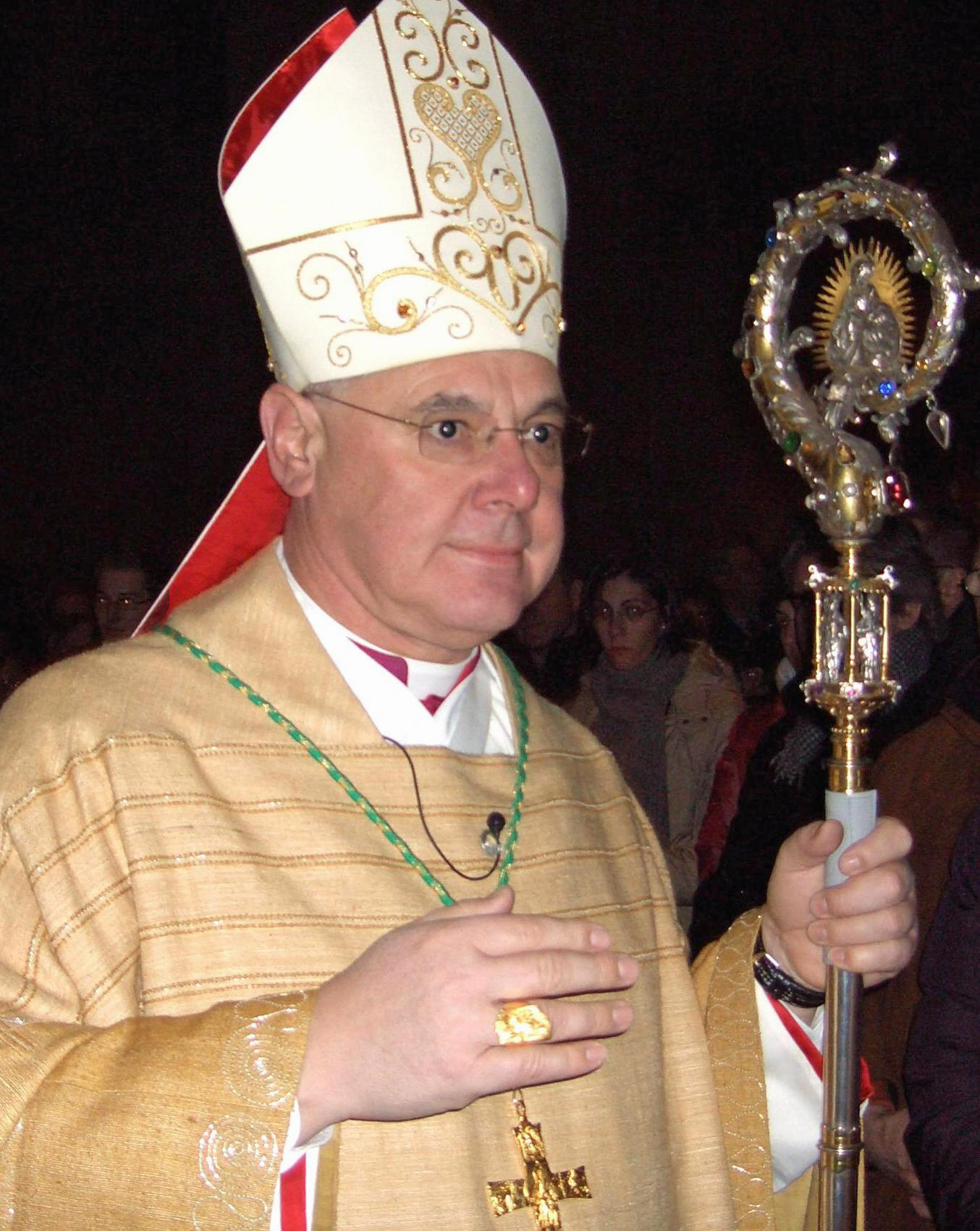
Évêque catholique : Gerhard Müller, évêque de Ratisbonne.

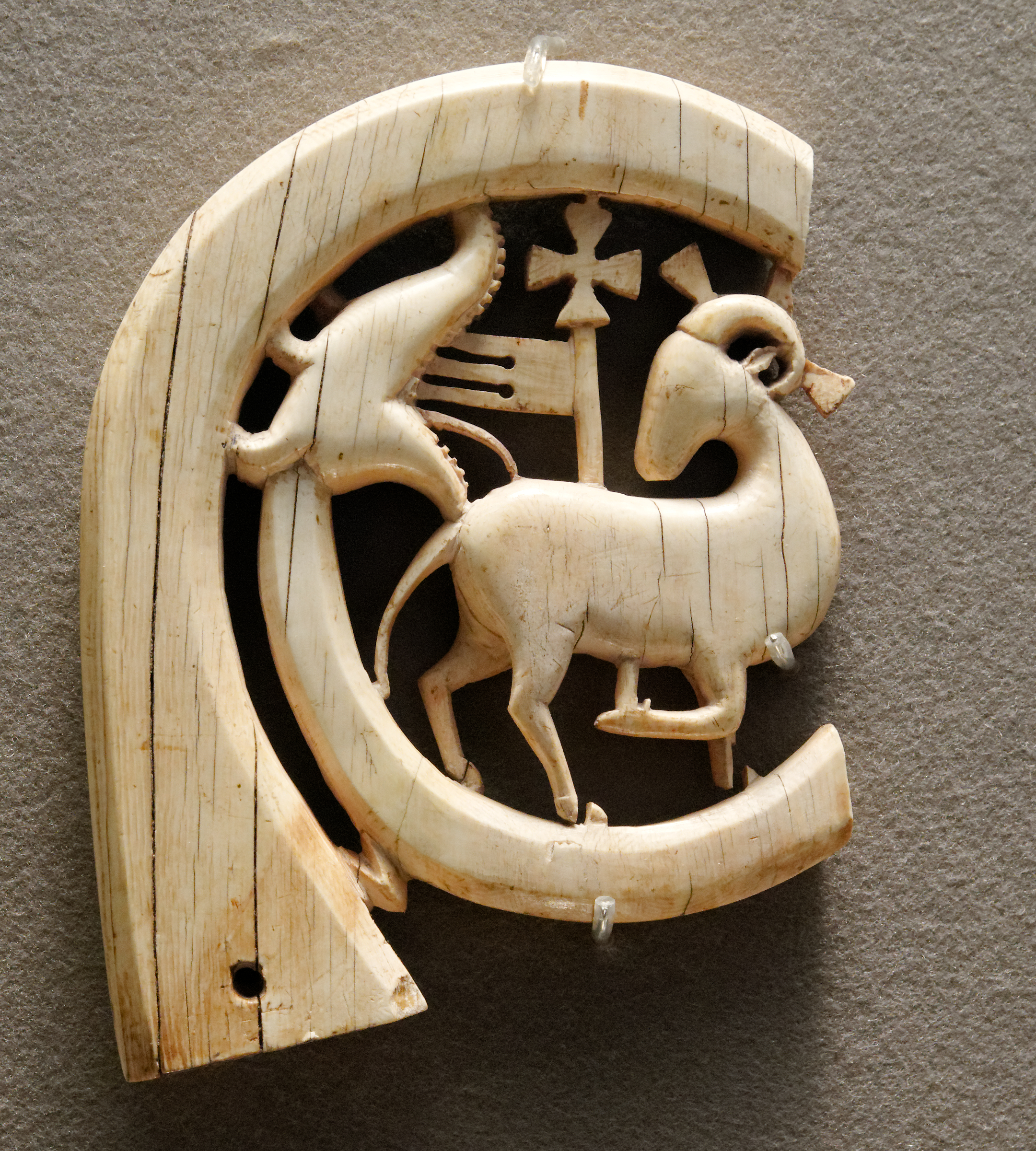
Crosseron d'évêque, Italie du XIIIe siècle, musée du Louvre.

Dans la hiérarchie catholique, un évêque est un ecclésiastique qui dirige un diocèse.

## Rôle

### Au sein de l'Église locale
L'évêque est considéré par l'Église catholique comme successeur des apôtres, et à ce titre, il est Docteur de la foi, chargé de l'enseigner et de la transmettre avec fidélité.
L'Église catholique reconnaît en l'évêque le ministre de Dieu, vicaire de Jésus-Christ. Il exerce ses fonctions spirituelles au sein d'une circonscription appelée diocèse ; dans l'Église orientale on parle d'éparchie. Il réside normalement dans la ville où se trouve sa cathédrale ; cette ville et sa demeure épiscopale sont appelées évêché.
L'évêque est avant tout celui qui préside l'assemblée des fidèles et plus précisément l'eucharistie (mais il peut déléguer à cet effet un prêtre). Dans son Église locale (ou patriarcale, ou même universelle) il est le principe de l'unité visible des fidèles. C'est ainsi que le présente la constitution dogmatique Lumen gentium
« 
Les évêques sont, chacun pour sa part, le principe et le fondement de l’unité dans leurs Églises particulières ; celles-ci sont formées à l’image de l’Église universelle, c’est en elles et par elles qu’existe l’Église catholique une et unique. »
Il est chargé de veiller sur son Église locale, d'assurer la liturgie, l'enseignement de la foi catholique et le service aux plus démunis. Il peut convoquer un synode diocésain pour l'aider à discerner les orientations pastorales pour son diocèse. Il est assisté dans sa tâche par des diacres et des prêtres, ou même des laïcs, dument mandatés. Ses plus proches collaborateurs étaient autrefois les archidiacres ; on les appelle aujourd'hui vicaires épiscopaux et vicaires généraux. L'évêque est également assisté de conseils presbytéraux parmi lesquels se trouve le chapitre cathédral.
Les sacrements que seuls les évêques peuvent administrer sont :
- la confirmation (déléguée aux prêtres diocésains, mais l'onction est effectuée avec l'huile chrismale bénie par l'évêque).
- le sacrement de l'ordre : ordination diaconale et presbytérale, consécration épiscopale.

## Nomination et ordination

### Nomination
La nomination concerne le fait de proposer une personne au rang d'évêque. Traditionnellement les propositions émanent des prêtres connaissant celui qu'ils nomment. Une commission vaticane établit ensuite si le prêtre correspond aux critères, puis mène une enquête de proximité dans sa paroisse, interrogeant les laïcs qui le connaissent le mieux. À ce stade, les laïcs ont la possibilité de faire des réponses libres auprès de la commission, y compris de proposer d'autres noms ou des restrictions de lieux pour l'exercice du ministère du futur évêque.
En cas de validation par la commission vaticane, la proposition est alors faite au prêtre par sa hiérarchie.

#### Exceptions
Jusqu'en 1975, cinq pays avaient un processus de nomination différent. Les chefs d'État d'Haïti, du Pérou, de l'Espagne, de la France et de Monaco avaient le droit de nommer les futurs évêques de leur pays, en vertu de concordats non abolis. Depuis, quatre de ces pays ont renoncé les uns après les autres à ce statut concordataire, suivant en cela les recommandations du concile Vatican II : l'Espagne en 1976, le Pérou en 1980, Monaco en 1981 et Haïti en 1984. En France, le concordat reste en vigueur en 2025, faisant des évêques de Strasbourg et de Metz les deux seuls évêques au monde nommés par le chef de l'État.
En Chine, les relations sont tendues entre le Vatican et le régime chinois. En théorie les évêques sont nommés selon la procédure habituelle, en pratique le parti prend une part plus ou moins grande dans le processus, allant selon les périodes de la simple prise de connaissance des nommés par le Vatican jusqu'à l'ordination en force d'évêques.

### Ordination
L'ordination concerne la cérémonie religieuse au cours de laquelle le prêtre devient évêque. Cette cérémonie se déroule la plupart du temps dans la cathédrale du diocèse d'affectation du futur évêque et est l'occasion d'une grande célébration par les fidèles. Trois autres évêques concélèbrent la messe d'ordination. À cette occasion, les nouveaux évêques adoptent généralement des armoiries, conformément au paragraphe 28 de l'instruction Ut sive sollicite du 31 mars 1969, qu'ils placent ensuite souvent au-dessus de la cathèdre.

## Révocation et renonciation
Un évêque peut être démis de ses fonctions par le pape : c'est très exceptionnel. Cela a été le cas pour Jean-Claude Makaya Loembe, évêque de Pointe-Noire (Congo Brazzaville) le 31 mars 2011, de William Morris, évêque de Toowoomba (en) (Australie) le 2 mai 2011, ce dernier ayant pris des positions « opposées à la doctrine de l'Église » sur des sujets tranchés de façon définitive, comme l'ordination des femmes (canon 750 § 2 ; cf Ad tuendam fidem et sa Note doctrinale). Cela s'était produit aussi en France sous la pression de Napoléon. Cette destitution exceptionnelle s'accompagne encore plus rarement d'une excommunication, comme ça a pu être le cas pour Marcel Lefebvre.
Dans certaines circonstances, un évêque peut ou doit renoncer à son titre. Le canon 401 du code de droit canonique de 1983 prévoit que les évêques doivent présenter leur démission au pape lorsqu'ils atteignent la limite d'âge de 75 ans, pour raison de santé ou « pour toute autre cause grave », sachant que le pape peut refuser ou patienter pour répondre, et prolonger leur office au-delà de cet âge ou de cette demande de renonciation. Lorsque la démission est acceptée, ils deviennent évêques émérites.
À titre d'exemple, on peut citer le cardinal Jean-Marie Lustiger devenu à 78 ans archevêque émérite de Paris dès la nomination d'André Vingt-Trois comme nouvel archevêque de Paris.
À la suite d'un désaccord sur la question des abus sexuels sur mineurs dans l'Église catholique, l'archevêque Adam Joseph Maida, lui-même soumis à une demande en ce sens du préfet de le Dicastère pour les évêques du Vatican, Giovanni Battista Re, demanda et obtint en 2006 la démission de Thomas Gumbleton, évêque auxiliaire de Détroit déjà atteint par la limite d'âge. Dans le cadre de l'épuration à la Libération en France, le gouvernement français négocia avec le Saint-Siège qui devaient être les prélats qui devaient démissionner.

## Dignités particulières
Certains évêques sont créés cardinaux, et deviennent alors électeurs du pape dans le cas d'un conclave (s'ils ont moins de 80 ans). Les évêques portent le titre d'archevêque quand ils sont à la tête d'un archidiocèse. Ils sont appelés archevêques métropolitains si le siège est le chef-lieu d'une province ecclésiastique ; ils arborent alors le pallium. D'autres évêques sont patriarches : le pape, évêque de Rome, est patriarche d'Occident (en mars 2006, le pape Benoît XVI a décidé de ne plus faire usage de ce titre, mais en demeure titulaire). Certains évêques catholiques disposaient avant le XIXe siècle de pouvoirs temporels importants, tels les Princes-Évêques dans les pays germaniques, ou le pape dans les États pontificaux. Les deux seuls endroits où subsiste un tel fait sont l'État de la Cité du Vatican, dont le pape est souverain, et la Principauté d'Andorre, qui a deux coprinces, dont l'un est un évêque espagnol, l'évêque d'Urgell (l'autre étant le Président de la République française).

## Rôles spécifiques

### Évêque auxiliaire
Un évêque auxiliaire est un évêque à part entière. Il aide l'évêque responsable d'un diocèse important. Il n'a pas de juridiction directe sur le diocèse. Il reçoit l'ordination épiscopale et est nommé à un siège titulaire d'évêque.
Un évêque auxiliaire est également vicaire général. Pour certaines tâches, l'intervention d'un évêque est obligatoire ; elles échappent à un vicaire général.

### Évêque coadjuteur
Un évêque coadjuteur assiste l'évêque diocésain de la même manière qu'un évêque auxiliaire et jouit en outre du droit de succession : lors de la vacance du siège épiscopal, lorsque le pape accepte la démission de l'évêque diocésain ou à la suite de la mort de celui-ci, il devient immédiatement évêque du diocèse. La nomination d'un coadjuteur permet ainsi la transition sans vacance entre deux épiscopats.

### Évêque titulaire
Cet évêque n'a pas de diocèse propre à gouverner. Il lui est attribué le titre d'un ancien évêché disparu, pour accompagner son élévation au rang d'évêque. Ainsi, sans fidèles, il peut être ordonné. C'est le cas des évêques appelés à des fonctions administratives dans la curie romaine ou des évêques auxiliaires.
La dénomination ancienne, obsolète depuis 1882, du siège titulaire, était diocèse in partibus infidelium (« dans les contrées des infidèles » : tels un ancien évêché d'Afrique du Nord comme Hippone, ou des États latins d'Orient, comme Édesse, Tripoli, Amorium, Ilium, etc), c'est-à-dire autrefois chrétiennes. Des sièges titulaires portent le nom de diocèses disparus dont les territoires étaient situés dans des diocèses contemporains (Abercorn en Écosse, par exemple).
Un cas particulier est celui de Jacques Gaillot, qui, à la suite de son refus de démissionner de sa charge d'évêque d'Évreux, a été nommé évêque de Parténia, en Algérie, chaque évêque devant être titulaire d'un siège. Le fait d'être évêque (théorique) d'un lieu mal situé est considéré par certains comme une sanction, d'autant plus qu'il n'a même pas la possibilité d'y résider. Jacques Gaillot a été transféré au siège d'un diocèse effectivement disparu (siège titulaire). Il n'est pas déposé, encore moins excommunié. C'est une sanction, adoucie.

### Évêque émérite
Le titre d'évêque émérite ou archevêque émérite ou pape émérite est attribué par le pape à un évêque qui a démissionné de son office pour raison d'âge ou autre. Voir ci-dessus le paragraphe « Révocation et renonciation ».

### Administrateur apostolique
Un administrateur apostolique est un évêque chargé de diriger temporairement un diocèse vacant en l'attente de la nomination d'un titulaire. C'est parfois l'évêque émérite qui assure ce rôle, ou bien l'évêque d'un diocèse voisin.
Un diocèse sans évêque titulaire peut également être géré provisoirement par un prêtre, on parle dans ce cas-là d'administrateur diocésain.

### Évêque laïc
Au Moyen Âge, certains membres de la noblesse peuvent acquérir le titre d'évêque sans être ordonnés ni consacrés, par exemple : Guillaume II de Diest, Léopold-Guillaume de Habsbourg, Léopold V d'Autriche-Tyrol ou Sigismond-François d'Autriche. Ils disposent ainsi des bénéfices des sièges épiscopaux tout en restant laïcs. Des évêchés pouvaient ainsi être tenus en fief, et revenir par héritage à des enfants en bas âge.

## Musique
Marc-Antoine Charpentier a composé trois œuvres instrumentales : Pour le sacre d'un évêque H518 (1670), et Ouverture pour le sacre d'un évêque H 536 et H 537 pour cordes, flûtes, hautbois, et basse continue (1690)